# Dorfkirche Miltern

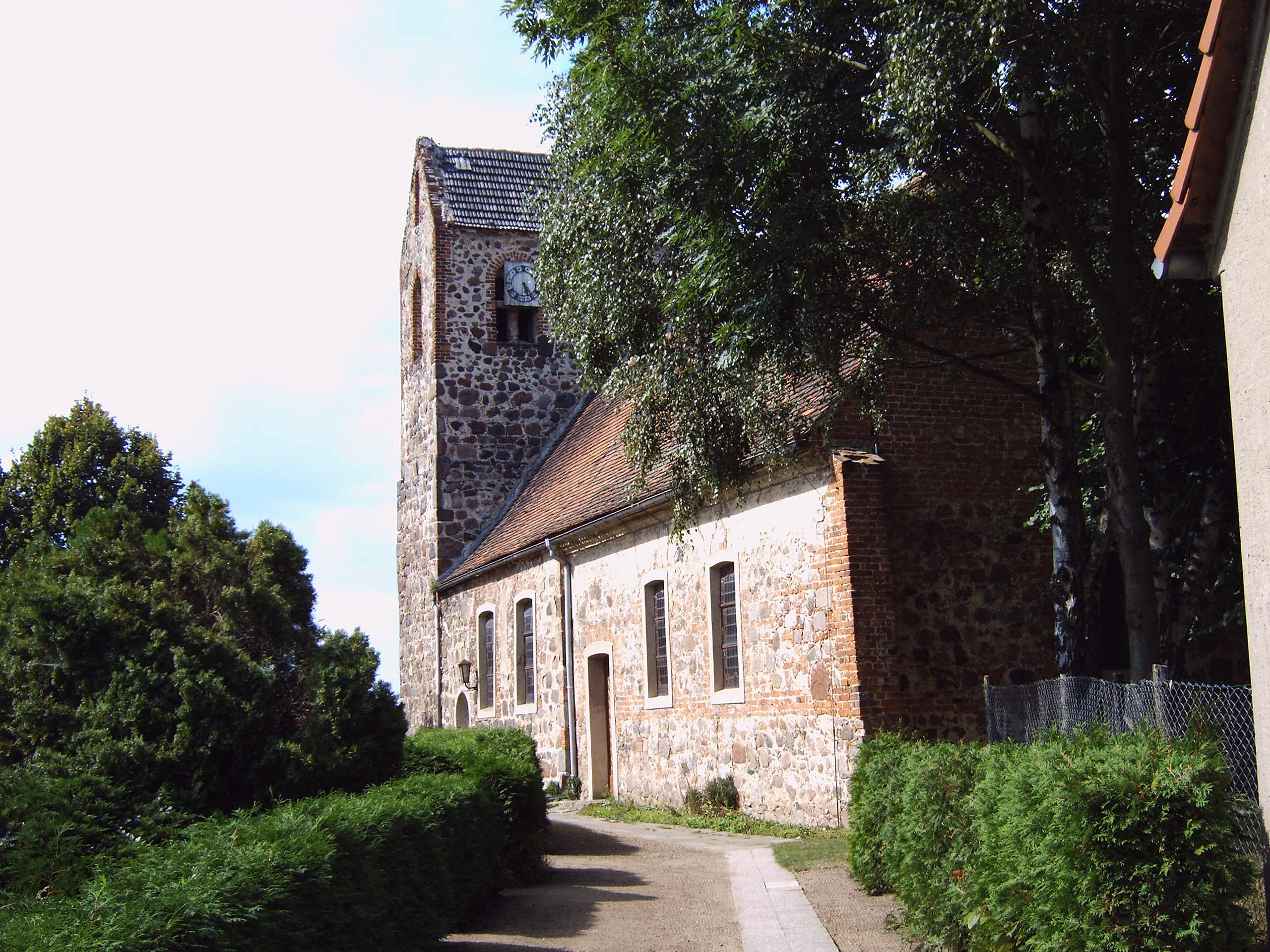
Dorfkirche Miltern, Südseite

Die Dorfkirche Miltern ist die evangelische Kirche des Dorfes Miltern in der Altmark in Sachsen-Anhalt. Sie gehört zum Kirchenkreis Stendal der Evangelischen Kirche in Mitteldeutschland.
Der Bau der aus Feldsteinen im romanischen Stil errichteten Kirche wird für den Anfang des 13. Jahrhunderts datiert.
An der Westseite des Kirchenschiffs befindet sich ein für die Region typischer Querturm. Der Turm wird durch ein quer zum Kirchenschiff stehendes Satteldach bedeckt. Im Erdgeschoss verfügt der Turm über ein Tonnengewölbe. Die Glockenstube mit spitzbogigen Schallöffnungen wurde nachträglich aufgesetzt. Vom Turm besteht ein 4,32 Meter breiter Durchgang zum Kirchenschiff.
Das Kirchenschiff wurde in den Jahren 1789 bis 1791 erheblich, um etwa das Doppelte, verlängert. Die neuen Bestandteile wurden vor allem als verputzter Backsteinbau errichtet. Zugleich wurden die auf der Nord- und Südseite ursprünglich befindlichen romanischen Fenster verschlossen und neue barocke als Korbbogen gestaltete Fenster geschaffen.
Die Kirche verfügt über ein romanisches Rundbogenportal an der Südseite. Ein ursprünglich bestehendes Westportal wurde verschlossen. Eine Restaurierung erfolgte 1903.
Im Inneren ist die Kirche flachgedeckt. Eine weitere Renovierung fand dann zwischen 1968 und 1971 statt. Von der Ausstattung, die die Kirche 1789 bis 1791 erhalten hatte, ist nur noch der Korb des ehemaligen Kanzelaltars und die Orgelempore vorhanden.
Südöstlich der Kirche befindet sich das Kriegerdenkmal Miltern.